# المسيحية في جزر كوك

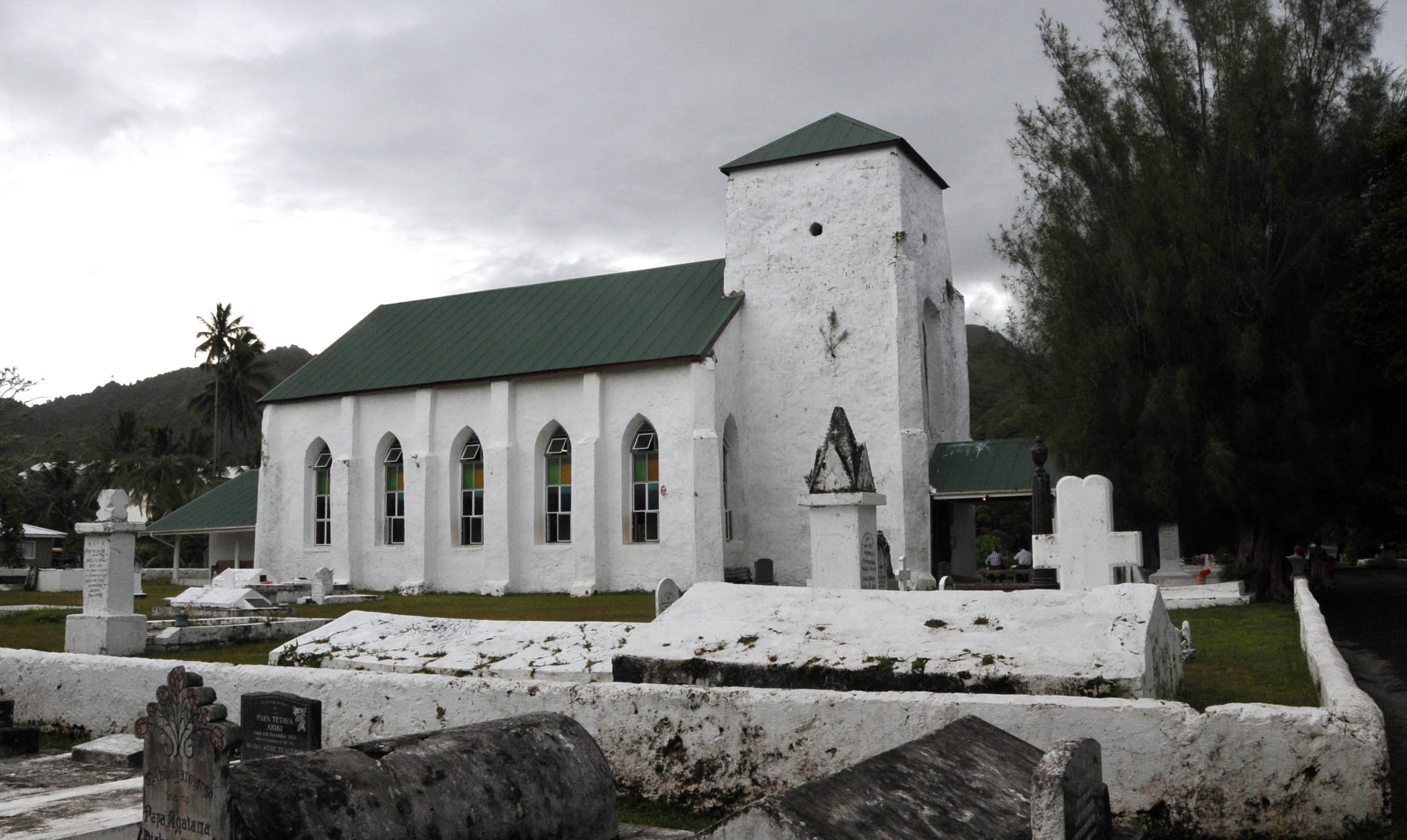
الكنيسة الأبرشانيَّة في مدينة آواروآ.

تُشكل المسيحية في جزر كوك أكثر الديانات إنتشاراً بين السكان، وفقاً لتقديرات مركز بيو للأبحاث عام 2010 أكثر من 96% من السكان من المسيحيين. البروتستانتية هي كبرى المذاهب المسيحية في البلاد، مع حوالي 62.8% من السكان. وينتمي حوالي 49.1% من سكان جزر كوك إلى الكنيسة الوطنيَّة الأبرشانيَّة البروتستانتية، يليهم الأدفنتست مع حوالي 7.9% من السكان، ويليهم أتباع الكنائس الخمسينية مع حوالي 3.7% من السكان. وتعد الكنيسة الرومانية الكاثوليكية ثاني كبرى المذاهب المسيحية مع حوالي 17% من السكان، ويليهم أتباع كنيسة يسوع المسيح لقديسي الأيام الأخيرة مع حوالي 4.4% من السكان.

## الطوائف المسيحية

### البروتستانتية

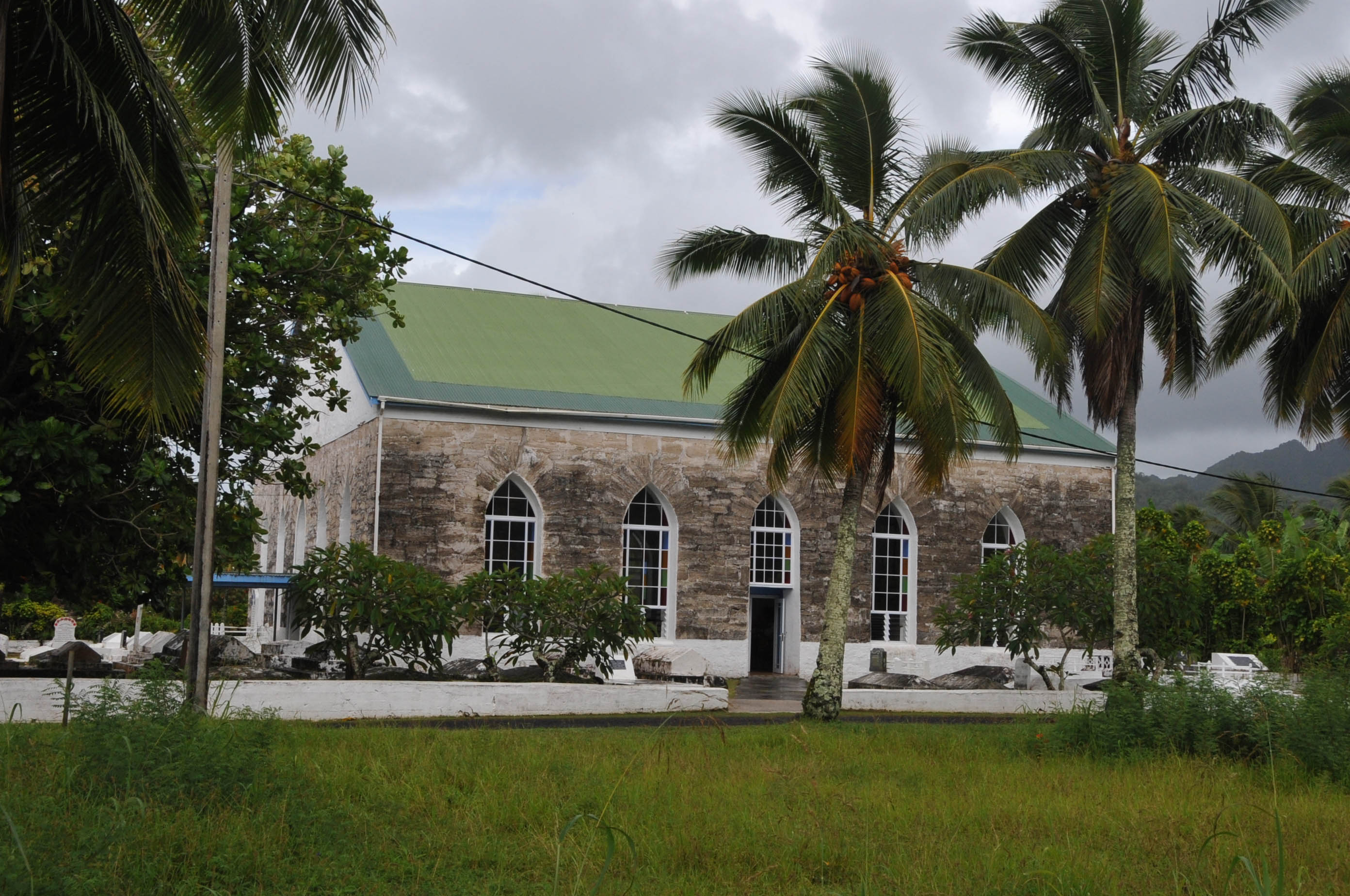
الكنيسة الأبرشانيَّة في مدينة آواروآ.

البروتستانتية هي كبرى المذاهب المسيحية في البلاد، مع حوالي 62.8% من السكان، وينتمي إليها حوالي 49.1% من سكان جزر كوك إلى الكنيسة الوطنيَّة الأبرشانيَّة البروتستانتية، يليهم الأدفنتست مع حوالي 7.9% من السكان، ويليهم أتباع الكنائس الخمسينية مع حوالي 3.7% من السكان. وكنيسة جزر كوك الأبرشانية المسيحيّة هي أكبر طائفة مسيحية في جزر كوك، وهي كنيسة ذات تقاليد إصلاحية أبرشانيّة، وتضم حوالي 49.1% من سكان البلاد أي حوالي 18,000 شخص. وتعود أصول جزر كوك الأبرشانية المسيحيّة إلى البعثات التبشيرية التي قامت بها جمعية لندن التبشيرية، والتي بدأت العمل في جزر كوك في عام 1821. وفي عام 1852 تأسست أولى الكنائس في الجزر، وأصبحت الكنيسة مستقلة في عام 1968 مع إقرار قانون جزر كوك التأسيسي من قبل برلمان جزر كوك. وغير هذا القانون اسم الكنيسة رسمياً إلى كنيسة جزر كوك الأبرشانية المسيحيّة. وكان أول رئيس لجزر كوك الأبرشانية المسيحيّة بعد صدور القانون كان بيل مارسترس، والذي اضطر في أواخر عام 1970 إلى الاستقالة من منصبه عندما تورط في فضيحة تتعلق بأموال الكنيسة. وفي عام 1978 أنشأت كنيسة جزر كوك الأبرشانية المسيحيّة أول جماعة في أوكلاند من أجل استيعاب أعضاء الكنيسة الذين هاجروا إلى نيوزيلندا.
حالياً تضم كنيسة جزر كوك الأبرشانية المسيحيّة أربعة وعشرين تجمع في جزر كوك، وحوالي إثني وعشرين كنيسة في نيوزيلندا وخمسة وعشرة في أستراليا. وتوظف الكنيسة أربعة وسبعين قسيسًا، ويتم تدريبهم في كلية تاكاموا اللاهوتية في راروتونغا. ومع إقرار قانون تعديل الكنيسة المسيحية لجزر كوك من قبل برلمان جزر كوك في عام 2003، يُسمح للكنيسة الأبرشانية المسيحيّة بتغيير دستورها دون أي إجراء من البرلمان. للكنيسة علاقات كنسيًّة شقيقة مع كنيسة الاتحاد في أستراليا والكنيسة المشيخية في أوتيروا في نيوزيلندا واتحاد التجمعات النيوزيلندية وكنيسة ماوي البروتستانتية.